# 亚历山德罗·多塔维奥
亚历山德罗·多塔维奥（義大利語：Alessandro D'Ottavio，1927年8月27日—1988年12月25日），意大利男子拳击运动员。他曾代表意大利参加1948年夏季奥林匹克运动会拳击比赛，获得男子沉量级铜牌。